# Спор вокруг названия и логотипа «Кливленд Индианс»

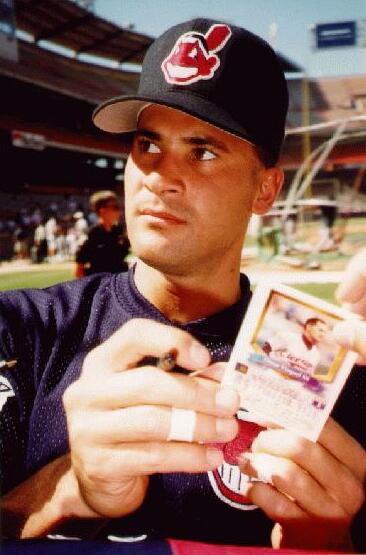
Игрок «Кливленд Индианс» Омар Вискель, носящий бейсбольную кепку с вождём Ваху.

Спор вокруг названия и логотипа «Кливленд Индианс» был связан с американской профессиональной бейсбольной командой MLB «Кливленд Индианс» из Кливленда, штат Огайо.
Хотя спорный логотип в лице Вождя Ваху был официально убран, связанное с коренными американцами название команды оставалось частью спора вокруг использующих их образ маскотов. Ещё в 2010 году более 115 профессиональных организаций, представляющих экспертов в области гражданских прав, образования, спорта и науки, опубликовали резолюции или правила, согласно которым любое использование имен и/или символов коренных американцев не принадлежащими к коренным народам спортивными командами, является вредной формой этнических стереотипов, которые способствуют недопониманию и предубеждениям, которые усугубляют другие проблемы, с которыми сталкиваются коренные американцы.
Протесты против логотипа и названия начались в 1970-х годах, но быстро продвинулись к избавлению от вождя Ваху, когда Мировая серия 2016 года привлекла к команде международное внимание. Местные группы говорят, что они будут продолжать выступать за изменение названия команды и возражать против продажи товаров с изображением вождя Ваху, которое для многих остается примером расовых стереотипов.
В течение десятилетий протеста представители команды защищали название и логотип как часть своей традиции, не имея намерения принижать коренных американцев.
3 июля 2020 года на фоне протестов из-за убийства Джорджа Флойда «Кливленд Индианс» официально объявили, что клуб поменяет свое название. 14 декабря 2020 года владелец команды Пол Долан объявил о начале процесса смены названия: в сезоне 2021 года команда в последний раз выступит в качестве «Индианс», пока будет проходить выбор нового имени и будут реализованы необходимые для ребрендинга мероприятия.

## Появление и значение имени
Название «Индианс» возникло из-за просьбы владельца клуба Чарльза Сомерса к бейсбольным писателям выбрать новое имя для замены «Нэпс» после ухода их звездного игрока Nap Lajoie после сезона 1914 года.
Часто повторяемая легенда гласит, что название было выбрано потому, что это было одним из прозвищ старому бейсбольного клуба «Кливленд Спайдерс» в то время, когда там играл коренной американец и члена племени пенобскот в штате Мэн, Луи Сокалексис. Достоверность этой версии подвергается сомнению из-за дискриминационного отношения к коренным американцам в целом и Сокалексису в частности в ту эпоху. В опубликованных объявлениях по случаю избрания нового названия в 1915 году имя Сокалексиса не упоминается, зато там содержится много расистских и оскорбительных выпадов в адрес коренных американцев.
Защитники команды часто заявляют, что у неё есть намерение почтить память коренных американцев и что можно сделать это, сохранив при этом нынешнее название. Противники не делают различий между уважительным и пренебрежительным использованием, поскольку оба они основаны на стереотипах. В резолюции, принятой Обществом индийских психологов в 1999 году, говорится: «Стереотипные и исторически неточные образы индейцев в целом мешают изучению индейцев, создавая, поддерживая и сохраняя чрезмерно упрощенные и неточные взгляды на коренные народы и их культуру. Когда стереотипные представления принимаются как фактическая информация они способствуют развитию культурных предубеждений и предрассудков».
Эта точка зрения перекликается с позицией Национального конгресса американских индейцев (NCAI): «Часто цитируется давно распространенный миф некоренного населения о том, что „индейские“ талисманы „почитают коренных жителей“. Американские спортивные компании, такие как „Вашингтон Редскинз“ и „Канзас-Сити Чифс“ из НФЛ, „Кливленд Индианс“ и „Атланта Брэйвз“ из MLB и Чикаго Блэкхокс из НХЛ продолжают получать прибыль от вредных стереотипов, возникших в то время, когда белое превосходство и сегрегация были обычным делом».
Протестующие из числа коренных американцев в Кливленде также заявляют, что «уход в отставку» вождя Ваху не будет достаточным решением проблемы, поскольку название и логотип нужно будет изменить на то, что никак не отсылает к коренным американцам.

## Падение и исчезновение маскота Вождь Ваху
В начале 2014 года использование вождя Ваху было официально сокращено до второстепенного статуса в пользу буквы «C».
Небольшое количество фанатов способствовало «лишению вождя» своей командной одежды, удалив в качестве молчаливого протеста логотип вождя Ваху и сохранив при этом свою поддержку команды. Руководство команды отказалось комментировать это явление, но сторонники Ваху оставили гневные комментарии в социальных сетях.
Кепки с вождём продолжали носиться игроками вместе с белыми футболками в домашнем комплекте одежды и с альтернативными тёмно-синими футболками на домашних и гостевых играх. Это привлекло внимание к команде в Канаде и США в 2016 году во время чемпионата Американской лиги 2016 года и Мировой серии.
Во время серии игр плей-офф «Кливленд Индианс» и «Торонто Блю Джейс» 2016 года главный комиссар Комиссии по правам человека Онтарио Рену Мандхане призвал канадские СМИ прекратить использование имя американской команды в связи с общей политикой комиссии, направленной против использования имен и изображений коренных народов в спорте. Происходящий из племени черноногих архитектор Национального музея американских индейцев Дуглас Кардинал подал жалобу на нарушение прав человека в Верховный суд Онтарио и в трибунал по правам человека, стремясь запретить использование в Онтарио имени и логотипа «Кливленд Индианс», а также считающихся оскорбительными имен и логотипов других спортивных команд.
Протесты продолжались, поскольку команда из Огайо впервые за 19 лет вернулась в мировую серию. В августе 2016 года представитель команды заявил, что команда «очень осведомлена и внимательно относится к обеим сторонам разговора», но «не планирует вносить изменения». Во время первой игры серии с «Чикаго Кабс» сотни коренных американцев протестовали за пределами стадиона.
В ответ на объявление комиссара по бейсболу Робу Манфреду о планах встретиться с владельцем «Кливленд Индианс» Полом Доланом по этому вопросу NCAI направил ему запрос, чтобы в любом обсуждении участвовали члены сообщества коренных американцев. Накануне этой встречи президент Американской социологической ассоциации (ASA) направил письмо Манфреду, в котором заявила о выпуске ею и многими другими научными организациями основанных на научных исследованиях правил, согласно которым использование основанных на образах коренных американцев имён и логотипов укрепляет стереотипы и создает враждебную среду для этого национального меньшинства. Переговоры между командой и MLB продолжились в начале сезона 2017 года, когда Манфред настаивал на достижении прогресса в устранении логотипа. Начиная с сезона 2019 года, логотип вождя Ваху не будет появляться ни на форме, ни на знаках стадиона. Товары с ним по-прежнему будут доступны на стадионе и в розничных магазинах в Огайо, но больше не будут продаваться на веб-сайте лиги.

## Вождь Ваху как расистская карикатура

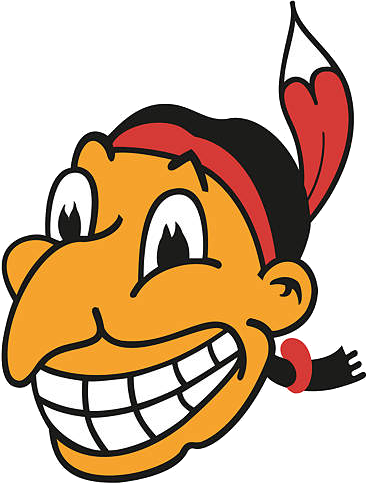
Первоначальный образ Вождя Ваху.

Изображение Вождя Ваху стало логотипом команды в 1947 году, и в дальнейшем стал экспонатом выставки в Музее расистских памятных вещей Джима Кроу, который поддерживается Государственным университетом Ферриса в Мичигане. Для профессора социологии в данном учебном заведении и эксперта в области расовых образов доктора Дэвида Пилигрима этот символом является «красным самбо», которое почти не отличается от популярных в эпоху Джима Кроу карикатур на черных, когда такие изображения национальных меньшинств широко использовались для разжигания предрассудков и оправдания дискриминационных законов и поведения. По мнению Пилигрима, преувеличенные черты лица служат своей дискриминационной цели, подчеркивая различия изображенной расы и усиливая идею о том, что карикатурная раса является неполноценной. Тогдашний вице-президент команды по связям с общественностью Боб ДиБиасио выступил в защиту использования маскота, заявив, что фанаты ассоциируют его изображение только с бейсболом, при этом обозначив решение команды больше не «оживлять или гуманизировать логотип» с точки зрения их «незнания затронутых этим чувств».
Глава кливлендского отделения «Движения американских индейцев» охарактеризовал использование талисмана как «эксплуататорское, фанатичное, расистское и постыдное».
В интервью 2008 года исполнительный директор NAACP Стэнли Миллер сетовал на отсутствие реакции на использование бейсбольной командой Вождя Ваху.
Ученый-правовед и гражданин народа чероки Стив Рассел в 2011 году заявлял: «„Кливленд Индианс“ вероятно, наименее оскорбительно именуемая профессиональная спортивная команда, пока вы не встретите вождя Ваху. Это все равно, что назвать команду „Афро-американскими борцами за свободу“, а затем сделать Самбо талисманом. Это все равно, что назвать команду „La Raza“, а затем воскресить Фрито Бандито в качестве талисмана. Никто не может претендовать на честь с серьёзным лицом, если только они всерьёз не думают, что вождь Ваху — серьёзное лицо.» stated in 2001:
Особая проблема с персонажем заключена в носимом им пере, которое имеет особое культурное значение для многих индейских племен. Профессор социологии и урождённая коренная американка Эллен Бэрд указывала, что изображённое на логотипе перо традиционно дарилось раненному в битве воину, а узнать об этом факте людям мешал институциональный расизм.

### Реакция владельцем и управленце «Кливленд Индианс»
"Является ли [Вождь Ваху] оскорбительным или нет, на самом деле это не дискуссия. Является ли это расизмом, действительно суть вопроса/"
Владевший командой с 1986 по 2000 год ричард Джейкобс обещал не отказываться от логотипа, пока будет оставаться владельцем команды. Когда команда перешла к Ларри Долану, он отметил: «У меня нет проблем с Вождём Ваху. Не думаю, что имелось в виду неуважение. Если бы я так считал, я бы подумал о смене». Долан считал, что сила аргумента важнее масштабности протеста и со скепсисом относился к форматам протестов
Студенческая газета Oberlin записала интервью и процитировала слова Долана: «Я категорически отвергаю то, что Ваху является расизмом. Я вижу, что некоторых коренных американцев это смущает — явно не всех. Думаю, я осознаю расизм, когда вижу его». Газета сообщила, что Долан утверждал, что его стимул к действию был ослаблен тем фактом, что коренные американцы не всегда считают логотип оскорбительным. Сын владельца команды По Долан был на встрече и сказал: «Является ли [шеф Ваху] оскорбительным или нет, на самом деле это не дискуссия. Суть вопроса в том, расизм ли это».
Представитель команды Боб ДиБиасио выступил в защиту использования Вождя Ваху, заявив, что, хотя логотип является карикатурой, он «не предназначен для изображения кого-либо или какой-либо группы». Он также указал, что персонаж не является расистским, и спросил: «если нет намерения унизить, как что-то может унизить?» В другом интервью он расширил свою мысль:
«Мы считаем, что это проблема восприятия. Мы думаем, что люди смотрят на логотип и думают о бейсболе — они думают о Си Си Сабатия, Бобе Феллере, Ларри Доби и Омаре Визкеле. The Wall Street Journal опубликовал редакционную статью о Jeep Cherokee и пришли к выводу, что что-то нельзя унизить, если нет намерения унизить. Мы по-прежнему верим, что подавляющему большинству наших фанатов нравится Вождь Ваху».
Заявления других членов руководства Кливленда варьировались от уклончивых до очень благосклонных. Бывший директор по мерчандайзингу, а ныне вице-президент по концессиям Курт Шлосс защищал использование логотипа как части фирменного стиля команды: «Вождь Ваху — это часть того, кто мы есть… Это не о представлении человека или группы, речь идет о нашей истории». В 2007 году, будучи генеральным менеджером, он сказал: «Это не та область, которую я контролирую или на которой хочу сосредоточиться». Став президентом команды в 2013 году, Шапиро в интервью спросили о его позиции позиции, которую он раскрыл:
«Я думаю, вы всегда должны быть чувствительны к любому, кто находит это оскорбительным, что, вы знаете, в конечном счете, имя индейца и команда, в знак признания нашей гордости и принадлежности к первому индейскому бейсболисту. Итак, я думаю, что мы решили прославлять, знаете ли, Луиса Сокалексиса и его историю и традиции с индейцами, и не сосредотачиваться на чем-то, что мы хотели бы видеть, ну, знаете, на чем-то, что мы не видим и, конечно, не видим. Я не хочу никого оскорблять».
ДиБиасио описал разговоры о вожде Ваху с Кливлендским движением американских индейцев и другими как «обмен идеями, концепциями и философиями». Движение американских индейцев Кливленда также запросило комментарий у владельцев прав на название стадиона в Кливленде Progressive Insurance, запрос оставался без ответа вплоть до мая 2013 года, когда представитель компании заявил, что ничего не знает об их письме.